# Connor Murphy
Pour les articles homonymes, voir Murphy.
Connor Murphy (né le 26 mars 1993 à Boston dans l'État du Massachusetts aux États-Unis) est un joueur professionnel de hockey sur glace américain et canadien. Il évolue au poste de défenseur. Il est le fils de Gord Murphy.

## Biographie

### Carrière en club
Murphy grandit à Dublin, dans l'État de l'Ohio. Après deux saisons dans la United States Hockey League avec l'USNDP, il est choisi au premier tour, en vingtième position par les Coyotes de Phoenix lors du Repêchage d'entrée dans la LNH 2011. Après une opération du genou, il débute avec le Sting de Sarnia dans la Ligue de hockey de l'Ontario en 2011. Il passe professionnel en 2013 avec les Pirates de Portland club ferme des Coyotes dans la Ligue américaine de hockey. Le 16 novembre 2013, il joue son premier match dans la Ligue nationale de hockey avec les Coyotes face au Lightning de Tampa Bay. Il marque alors son premier but celui de la victoire 6-3.
Le 28 juillet 2016, il signe un nouveau contrat de six ans avec les Coyotes.
Le 23 juin 2017, il est échangé avec Laurent Dauphin aux Blackhawks de Chicago contre le défenseur Niklas Hjalmarsson.

### Carrière internationale
Il représente les États-Unis au niveau international. Il prend part aux sélections jeunes. Il marque le but de titre face à la Suède lors du Championnat du monde moins de 18 ans 2011.

## Statistiques

### En club
| Saison     | Équipe                       | Ligue      |     | Saison régulière | Saison régulière | Saison régulière | Saison régulière | Saison régulière |   | Séries éliminatoires | Séries éliminatoires | Séries éliminatoires | Séries éliminatoires | Séries éliminatoires |
| Saison     | Équipe                       | Ligue      | PJ  | B                | A                | Pts              | Pun              | PJ               | B | A                    | Pts                  | Pun                  |                      |                      |
| 2009-2010  | US National Development Team | USHL       | 2   | 0                | 0                | 0                | 2                | -                | - | -                    | -                    | -                    |                      |                      |
| 2010-2011  | US National Development Team | USHL       | 9   | 3                | 1                | 4                | 6                | -                | - | -                    | -                    | -                    |                      |                      |
| 2011-2012  | Sting de Sarnia              | LHO        | 35  | 8                | 18               | 26               | 26               | 6                | 1 | 2                    | 3                    | 6                    |                      |                      |
| 2012-2013  | Sting de Sarnia              | LHO        | 33  | 6                | 12               | 18               | 32               | -                | - | -                    | -                    | -                    |                      |                      |
| 2013-2014  | Pirates de Portland          | LAH        | 36  | 0                | 10               | 10               | 48               | -                | - | -                    | -                    | -                    |                      |                      |
| 2013-2014  | Coyotes de Phoenix           | LNH        | 30  | 1                | 7                | 8                | 10               | -                | - | -                    | -                    | -                    |                      |                      |
| 2014-2015  | Coyotes de l'Arizona         | LNH        | 73  | 4                | 3                | 7                | 42               | -                | - | -                    | -                    | -                    |                      |                      |
| 2015-2016  | Coyotes de l'Arizona         | LNH        | 78  | 6                | 11               | 17               | 48               | -                | - | -                    | -                    | -                    |                      |                      |
| 2016-2017  | Coyotes de l'Arizona         | LNH        | 77  | 2                | 15               | 17               | 45               | -                | - | -                    | -                    | -                    |                      |                      |
| 2017-2018  | Blackhawks de Chicago        | LNH        | 76  | 2                | 12               | 14               | 34               | -                | - | -                    | -                    | -                    |                      |                      |
| 2018-2019  | Blackhawks de Chicago        | LNH        | 52  | 5                | 8                | 13               | 40               | -                | - | -                    | -                    | -                    |                      |                      |
| 2019-2020  | Blackhawks de Chicago        | LNH        | 58  | 5                | 14               | 19               | 27               | 9                | 0 | 4                    | 4                    | 4                    |                      |                      |
| 2020-2021  | Blackhawks de Chicago        | LNH        | 50  | 3                | 12               | 15               | 35               | -                | - | -                    | -                    | -                    |                      |                      |
| 2021-2022  | Blackhawks de Chicago        | LNH        | 57  | 4                | 6                | 10               | 47               | -                | - | -                    | -                    | -                    |                      |                      |
| 2022-2023  | Blackhawks de Chicago        | LNH        | 80  | 7                | 6                | 13               | 69               | -                | - | -                    | -                    | -                    |                      |                      |
| 2023-2024  | Blackhawks de Chicago        | LNH        | 46  | 2                | 6                | 8                | 40               | -                | - | -                    | -                    | -                    |                      |                      |
| Totaux LNH | Totaux LNH                   | Totaux LNH | 667 | 41               | 100              | 141              | 437              | 9                | 0 | 4                    | 4                    | 4                    |                      |                      |

### En équipe nationale
| Année | Équipe         | Compétition                  |    | PJ | B | A | Pts | Pun | +/-                |  | Résultat |
| 2011  | États-Unis U18 | Championnat du monde -18 ans | 6  | 3  | 1 | 4 | 2   | +7  | Médaille d'or      |  |          |
| 2013  | États-Unis U20 | Championnat du monde junior  | 7  | 0  | 1 | 1 | 2   | +5  | Médaille d'or      |  |          |
| 2014  | États-Unis     | Championnat du monde         | 5  | 0  | 0 | 0 | 0   | -1  | 6e place           |  |          |
| 2015  | États-Unis     | Championnat du monde         | 10 | 0  | 0 | 0 | 0   | -2  | Médaille de bronze |  |          |
| 2016  | États-Unis     | Championnat du monde         | 10 | 3  | 2 | 5 | 12  | +2  | 4e place           |  |          |
| 2017  | États-Unis     | Championnat du monde         | 8  | 1  | 1 | 2 | 2   | +4  | 5e place           |  |          |
| 2018  | États-Unis     | Championnat du monde         | 10 | 0  | 1 | 1 | 8   | +7  | Médaille de bronze |  |          |